# Compsophorus carinifer
Compsophorus carinifer är en stekelart som först beskrevs av Morley 1919.  Compsophorus carinifer ingår i släktet Compsophorus och familjen brokparasitsteklar. Inga underarter finns listade i Catalogue of Life.